# Bourse interbancaire des devises de Moscou
Pour les articles homonymes, voir MICE.
La Bourse interbancaire des devises de Moscou, (russe : Московская межбанковская валютная биржа ; anglais : Moscow Interbank Currency Exchange), abrégé de l'anglais MICEX, était une des principales bourses de Russie. Basée à Moscou, elle est créée en 1992 et est chargée de la cotation d’environ 240 entreprises russes, pour une capitalisation boursière totale de 950 milliards de dollars fin 2010. En 2011, elle a fusionné avec RTS pour former la bourse de Moscou.